# Herpestes vitticollis

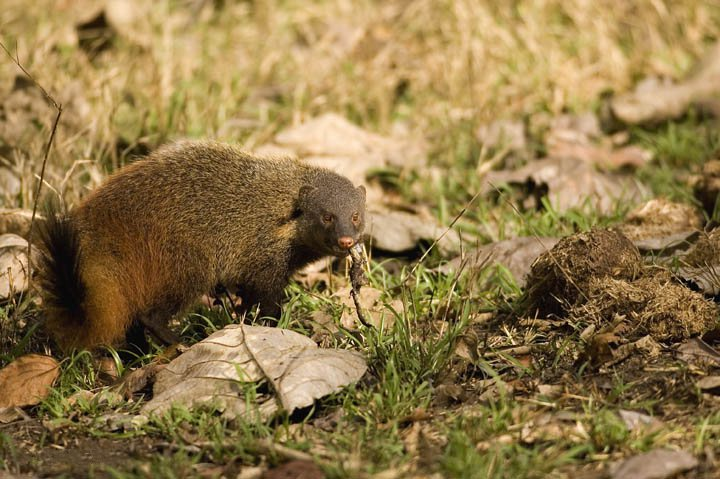
Mangusta dal collo striato nel parco nazionale di Nagarhole, India meridionale.

La mangusta dal collo striato (Herpestes vitticollis Bennett, 1835) è un carnivoro della famiglia degli Erpestidi. Originaria dell'India meridionale e dello Sri Lanka, deve il nome alle caratteristiche strisce nere sul collo.

## Descrizione
Quella dal collo striato è una mangusta dalle dimensioni relativamente grandi, caratterizzata da lunghi peli di guardia e da una vistosa striscia nera su entrambi i lati del collo. Da adulta raggiunge una lunghezza testa-corpo di circa 50 cm e una lunghezza della coda di circa 30 cm. Gli esemplari diffusi sull'India continentale sono in media leggermente più grandi dei loro cugini che vivono nello Sri Lanka. Negli esemplari della terraferma il peso è di circa 3,4 kg nei maschi e di 2,7 kg nelle femmine. In quelli dello Sri Lanka, il peso massimo è di 3,1 kg (nei maschi) e di 1,7 kg (nelle femmine). La testa è di colore variabile dal grigio-ferro al bruno-rossastro, mentre la regione dorsale è di colore rosso-giallastro screziato di marrone nella parte anteriore e rosso-arancio in quella posteriore. La regione ventrale è in genere piuttosto giallastra, le zampe sono bruno-rossastre e la punta della coda è nera. La formula dentaria è I 3/3 - C 1/1 - P 4/4 - M 2/2 = 40.

## Distribuzione e habitat
La mangusta dal collo striato occupa un areale relativamente piccolo, limitato all'India sud-occidentale e all'isola dello Sri Lanka. Vive nelle foreste decidue e sempreverdi, ma si incontra anche nelle zone paludose e lungo i fiumi, nonché in piantagioni e nelle boscaglie. Nello Sri Lanka sembra colonizzare le foreste secche delle quote più basse. Solo raramente viene avvistata nei pressi degli insediamenti umani o su terreni coltivati intensivamente. Sui monti, la sua presenza è stata rilevata fino ad un'altitudine di 2133 m.
Pur avendo un'area di distribuzione piuttosto limitata, la mangusta dal collo striato è ancora ampiamente diffusa e probabilmente il numero di esemplari è più numeroso di quanto si pensi. Inoltre, è presente in diverse aree protette. Di conseguenza la IUCN la classifica come specie «a rischio minimo» (Least Concern). In India, è più frequente nelle zone meridionali dell'areale che in quelle settentrionali. Il maggior numero di individui vive nel Kerala, sui monti Nilgiri e Palni, nonché sui monti Meghamalai e Anamalai. Nello Sri Lanka, sembra essere ancora abbastanza comune nelle aree di montagna e di collina. Anche nel sud dell'isola, non è rara nella zona del fiume Ganga Menik (distretto di Moneragala) e nel distretto di Kalutara. Tuttavia, in particolare la popolazione dello Sri Lanka sembra essere in declino. Oltre alla caccia datale per la pelliccia e la carne, la mangusta dal collo striato è minacciata principalmente dalla distruzione dell'habitat.

## Biologia
Conosciamo ben poco sulle abitudini e l'ecologia della mangusta dal collo striato. La specie sembra condurre un'esistenza solitaria e prevalentemente diurna. A volte viene avvistata anche in coppie. La sua dieta è piuttosto diversificata, in quanto si nutre di piccoli mammiferi, uccelli, uova, rettili, insetti e sostanze di origine vegetale come radici. Può catturare anche crostacei, rane e pesci, e spesso viene vista dare la caccia a questi animali nell'acqua. Inoltre, mangia carogne di animali più grandi ed è stata osservata anche mentre si nutriva delle carni di un sambar morto. Le abitudini riproduttive sono poco conosciute. Ogni nidiata probabilmente è costituita da due o tre piccoli, che trascorrono i primi giorni di vita ben nascosti nel loro rifugio, ad esempio tra le fenditure della roccia.

## Tassonomia
Ne vengono riconosciute due sottospecie:
- H. v. vitticollis Bennett, 1835, diffusa nell'India sud-occidentale e nello Sri Lanka.
- H. v. inornatus Pocock, 1941, diffusa nell'India occidentale (Karnataka).